# Nie chcę przestać się bawić
Nie chcę przestać się bawić (zapis stylizowany: nie chcę przestać się bawić) – szósty singel polskiego rapera Zeamsone z jego szóstego albumu studyjnego, zatytułowanego Wirtuoz, powstały przy gościnnym udziale polskiego rapera Szpaka. Singel został wydany 18 czerwca 2024.
Nagranie otrzymało w Polsce status złotego singla, przekraczając liczbę 25 tysięcy sprzedanych kopii.

## Geneza utworu i historia wydania
Piosenka została napisana i skomponowana przez Mateusza Szpakowskiego i Pawła Świdnickiego, który również odpowiada za produkcję utworu.
Singel ukazał się w formacie digital download 18 czerwca 2024 w Polsce wydaniem własnym w dystrybucji Universal Music Polska. Piosenka została umieszczona na szóstym albumie studyjnym Zeamsone – Wirtuoz.

## Teledysk
Do utworu powstał teledysk w reżyserii Pawła Świdnickiego, który udostępniono 19 czerwca 2024 za pośrednictwem serwisu YouTube.

## Lista utworów
- Digital download[2]

1. „Nie chcę przestać się bawić” – 2:11

## Notowania

### Pozycja na liście sprzedaży
| Kraj   | Lista (2024)             | Najwyższa pozycja |
| ------ | ------------------------ | ----------------- |
| Polska | OLiS – single w streamie | 26                |

## Certyfikaty
| Kraj          | Certyfikat  | Sprzedaż |
| ------------- | ----------- | -------- |
| Polska (ZPAV) | złota płyta | 25 000+  |